# Magdalena Abakanowiczová
Marta Magdalena Abakanowiczová (Abakanowicz-Kosmowska) (* 20. června 1930, Falenty – 20. dubna 2017, Varšava) byla polská sochařka, která se ve svém oboru proslavila netradičním využitím textilních materiálů a skupinovými sochami s fragmenty lidských postav. Figurám nejčastěji chybí hlavy, ale také ruce nebo nohy.

## Život a kariéra
Magdalena Abakanowiczová se narodila v roce 1930 do šlechtické rodiny z polského venkova, její život i uměleckou tvorbu ale významně poznamenala politická situace Polska ve 2. polovině 20. století.
V letech 1950 – 1954 studovala na varšavské Akademii výtvarných umění (Akademia Sztuk Pięknych). Zpočátku vytvářela velkoformátové kvaše, v 60. letech ale přešla k výrobě rozměrných tkaných textilií z odpadových materiálů. Tato unikátní abstraktní díla byla podle autorčina příjmení nazvána „abakany“. V 70. letech začaly její abstraktní tvorbu vytlačovat figurální motivy. V prvních dílech ještě dominoval textilní materiál – sochy byly vytvářeny z juty, tvrzené pryskyřicí. Až od počátku 80. let byla díla odlévána nebo svařována z kovu – hliníku, bronzu i ze železa. Ačkoliv jsou sochy často tvořeny desítkami figur, nikdy nejsou vyráběny sériově a každá část je originální.
Autorka obdržela řadu ocenění po celém světě. V roce 1965 byla oceněna na bienále umění v brazilském Sao Paulu a značné pozornosti se jí dostalo i na bienále v Benátkách v roce 1980. V roce 2005 obdržela cenu za celoživotní dílo od organizace International Sculpture Center a v roce 2010 Řád za zásluhy spolkové republiky Německo.
V letech 1965 – 1990 vyučovala na Akademii výtvarných umění v Poznani.

## Dílo

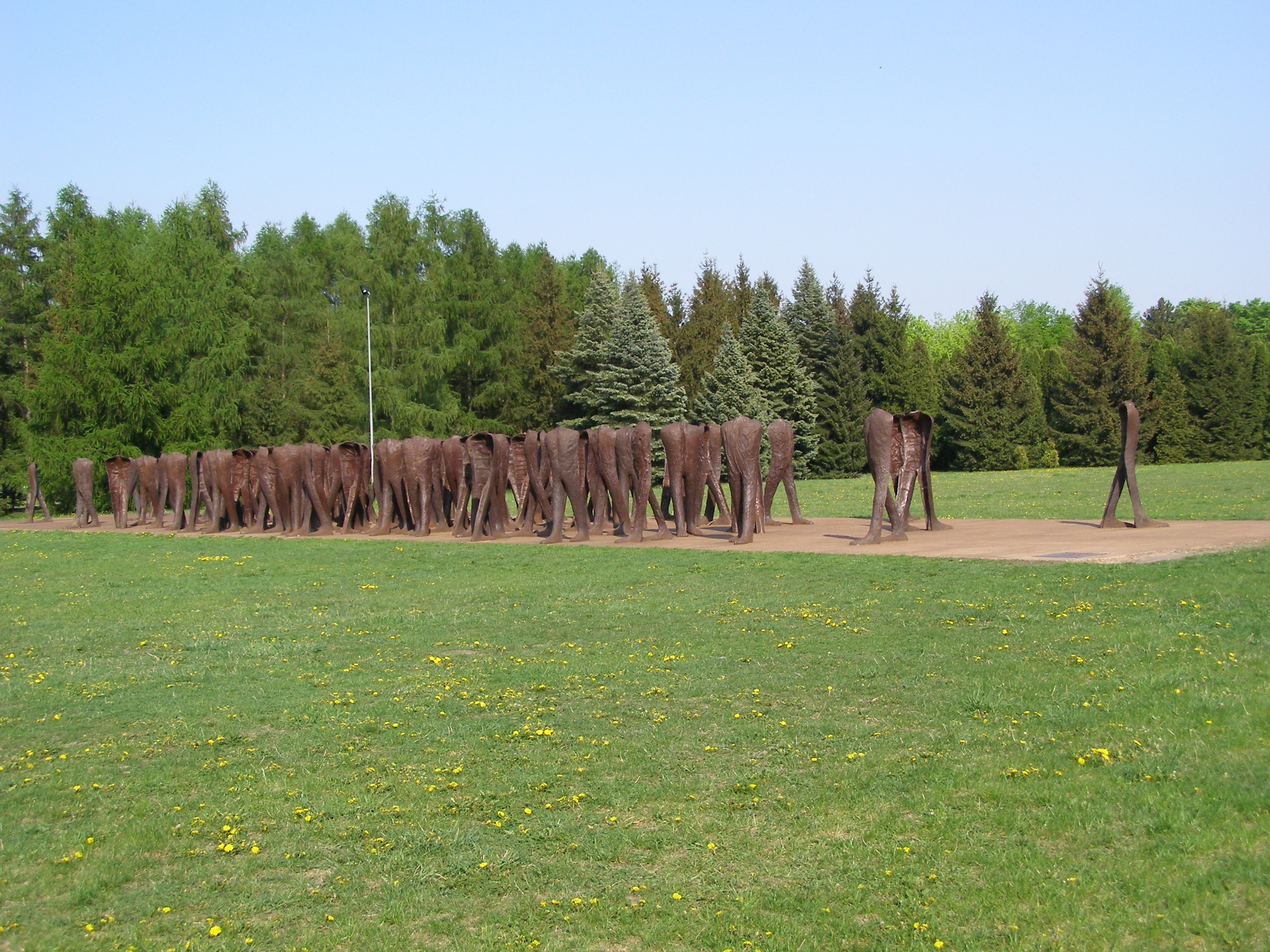
Nepoznaní (2002, Park Cytadela, Poznaň)

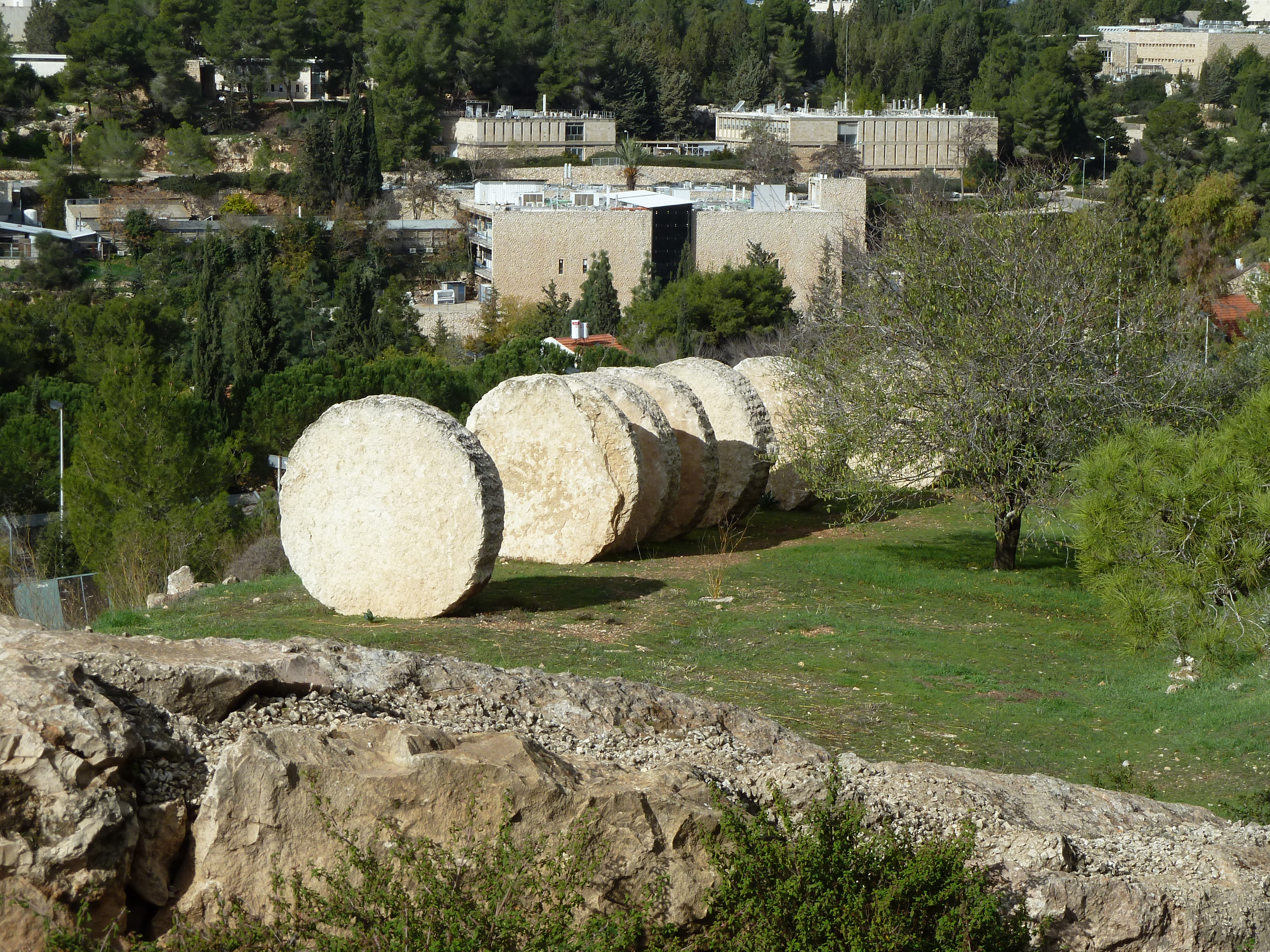
Negev (1987, Zahrada umění, Jeruzalém)

Autorčina díla jsou vystavována v mnoha galeriích po celém světě. Kromě toho však vytvořila i množství stálých expozicí. Největší venkovní instalací je Agora, umístěná roku 2006 v Grant Park v Chicagu. Dílo tvoří celkem 106 železných figur, jejichž výška přesahuje 250 cm.
Mezi další venkovní díla patří:
- Katarze (Katarsis) – Spazi d′Arte, Florencie (Itálie),1985
- Negev – Izraelské muzeum, zahrada umění, Jeruzalém (Izrael), 1987
- Prostor draka (Space of Dragon) – Olympijský park v Soulu (Jižní Korea), 1988
- Bronzový dav (Bronze Crowd) – Nasher Sculpture Center, Dallas (Texas, USA), 1990 – 1991
- Puellae – Národní galerie výtvarného umění, Washington D.C. (USA), 1992
- Prostor tichých bytostí (Space of Becalmed Beings) – Hirošima (Japonsko), 1992 – 1993
- Prostor neznámého růstu (Space of Unknown Growth) – Evropský park u Vilniusu, Litva, 1998
- Nepoznaní (Unrecognised) – park Cytadela, Poznaň (Polsko), 2001 – 2002
- Koexistence (Coexistence) – Princeton University, Princeton (New Jersey, USA), 2003
- Prostor kamene (Space of Stone) – Grounds for Sculpture, New Jersey (USA), 2003